# Zeugites hintonii
Zeugites hintonii är en gräsart som beskrevs av William Hartley. Zeugites hintonii ingår i släktet Zeugites och familjen gräs. Inga underarter finns listade i Catalogue of Life.